# Lehigh Valley Jets
I Lehigh Valley Jets sono stati una franchigia di pallacanestro della Continental Basketball Association (CBA), con sede ad Allewntown, Pennsylvania, attivi tra il 1957 e il 1981.
Nati nel 1957 come Wilmington Jets, dopo un solo anno si trasferirono a Allentown diventando gli Allentown Jets. Nel 1979 si rinominarono Lehigh Valley Jets, ma fallirono due anni dopo.

## Stagioni
| Stagione | Lega | Denominazione      | V  | P  | %    | Piazzamento | Play-off               |
| -------- | ---- | ------------------ | -- | -- | ---- | ----------- | ---------------------- |
| 1957-58  | EPBL | Wilmington Jets    | 6  | 22 | 21,4 | 7º          | -                      |
| 1958-59  | EPBL | Allentown Jets     | 6  | 22 | 21,4 | 8º          | -                      |
| 1959-60  | EPBL | Allentown Jets     | 23 | 21 | 52,3 | 3º          | Semifinale EPBL        |
| 1960-61  | EPBL | Allentown Jets     | 19 | 9  | 67,9 | 1º          | Finale EPBL            |
| 1961-62  | EPBL | Allentown Jets     | 22 | 5  | 81,5 | 1º          | Campioni               |
| 1962-63  | EPBL | Allentown Jets     | 20 | 8  | 71,4 | 1º          | Campioni               |
| 1963-64  | EPBL | Allentown Jets     | 21 | 7  | 75,0 | 1º          | Semifinale EPBL        |
| 1964-65  | EPBL | Allentown Jets     | 16 | 12 | 57,1 | 4º          | Campioni               |
| 1965-66  | EPBL | Allentown Jets     | 15 | 13 | 53,6 | 3º          | Semifinale di division |
| 1966-67  | EPBL | Allentown Jets     | 19 | 9  | 67,9 | 2º          | Finale di division     |
| 1967-68  | EPBL | Allentown Jets     | 23 | 9  | 71,9 | 1º          | Campioni               |
| 1968-69  | EPBL | Allentown Jets     | 15 | 13 | 53,6 | 3º          | Semifinale di division |
| 1969-70  | EPBL | Allentown Jets     | 20 | 8  | 71,4 | 1º          | Campioni               |
| 1970-71  | EBA  | Allentown Jets     | 15 | 13 | 53,6 | 2º          | Finale di division     |
| 1971-72  | EBA  | Allentown Jets     | 21 | 9  | 70,0 | 1º          | Campioni               |
| 1972-73  | EBA  | Allentown Jets     | 15 | 17 | 46,9 | 4º          | Semifinale EBA         |
| 1973-74  | EBA  | Allentown Jets     | 20 | 8  | 71,4 | 1º          | Finale EBA             |
| 1974-75  | EBA  | Allentown Jets     | 16 | 14 | 53,3 | 2º          | Campioni               |
| 1975-76  | EBA  | Allentown Jets     | 24 | 3  | 88,9 | 1º          | Campioni               |
| 1976-77  | EBA  | Allentown Jets     | 21 | 5  | 80,8 | 1º          | Finale EBA             |
| 1977-78  | EBA  | Allentown Jets     | 17 | 14 | 54,8 | 4º          | -                      |
| 1978-79  | CBA  | Allentown Jets     | 20 | 21 | 48,8 | 2º          | Semifinale CBA         |
| 1979-80  | CBA  | Lehigh Valley Jets | 19 | 12 | 61,3 | 1º          | Semifinale CBA         |
| 1980-81  | CBA  | Lehigh Valley Jets | 16 | 24 | 40,0 | 4º          | Semifinale di division |

## Palmarès
- Eastern Professional Basketball League: 5

1962, 1963, 1965, 1968, 1970
- Eastern Basketball Association: 3

1972, 1975, 1976